# La Venta (Mexiko)

La Venta und weitere Fundstätten im Kernland der Olmekenkultur am Golf von Mexiko

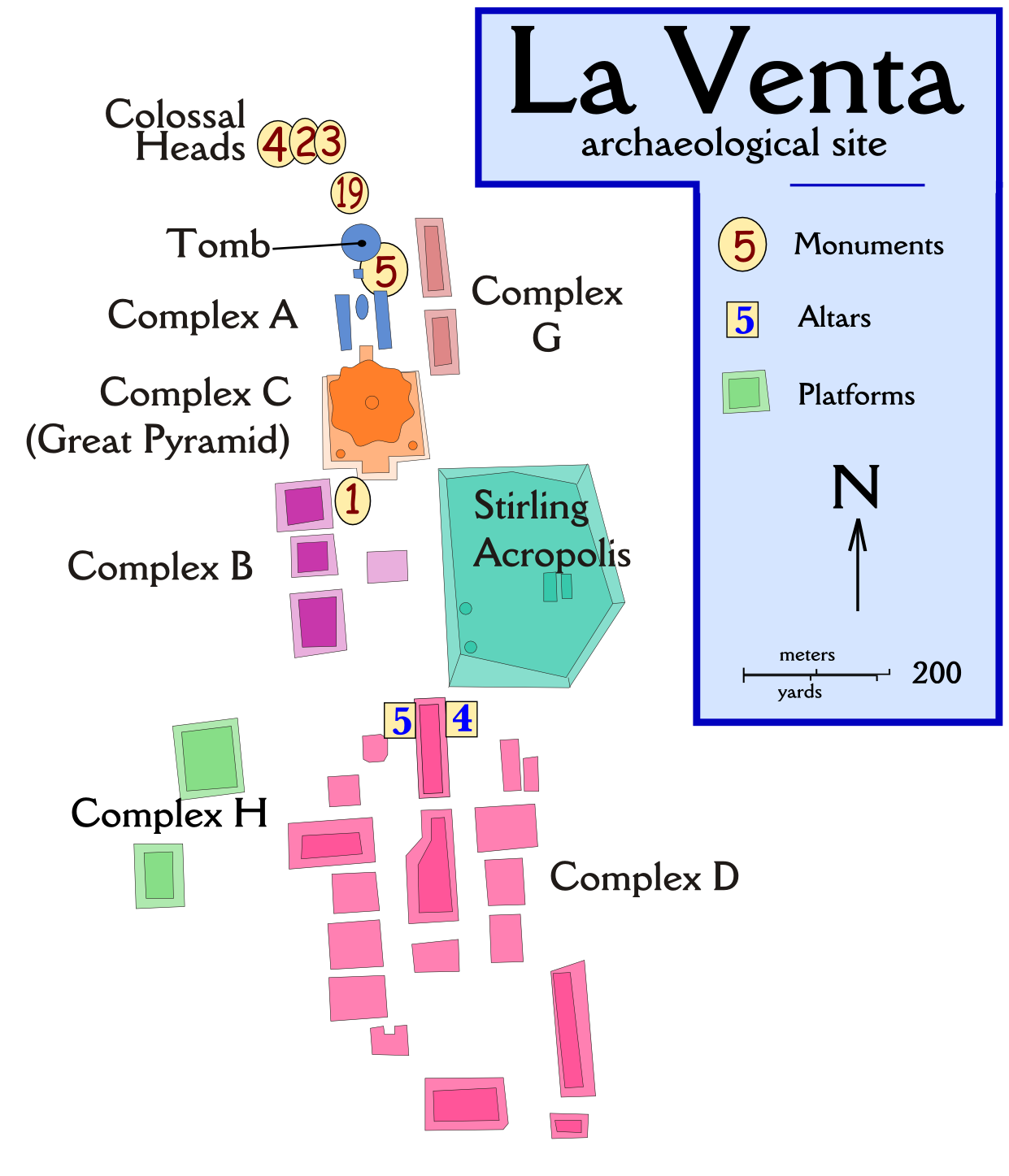
Lageplan

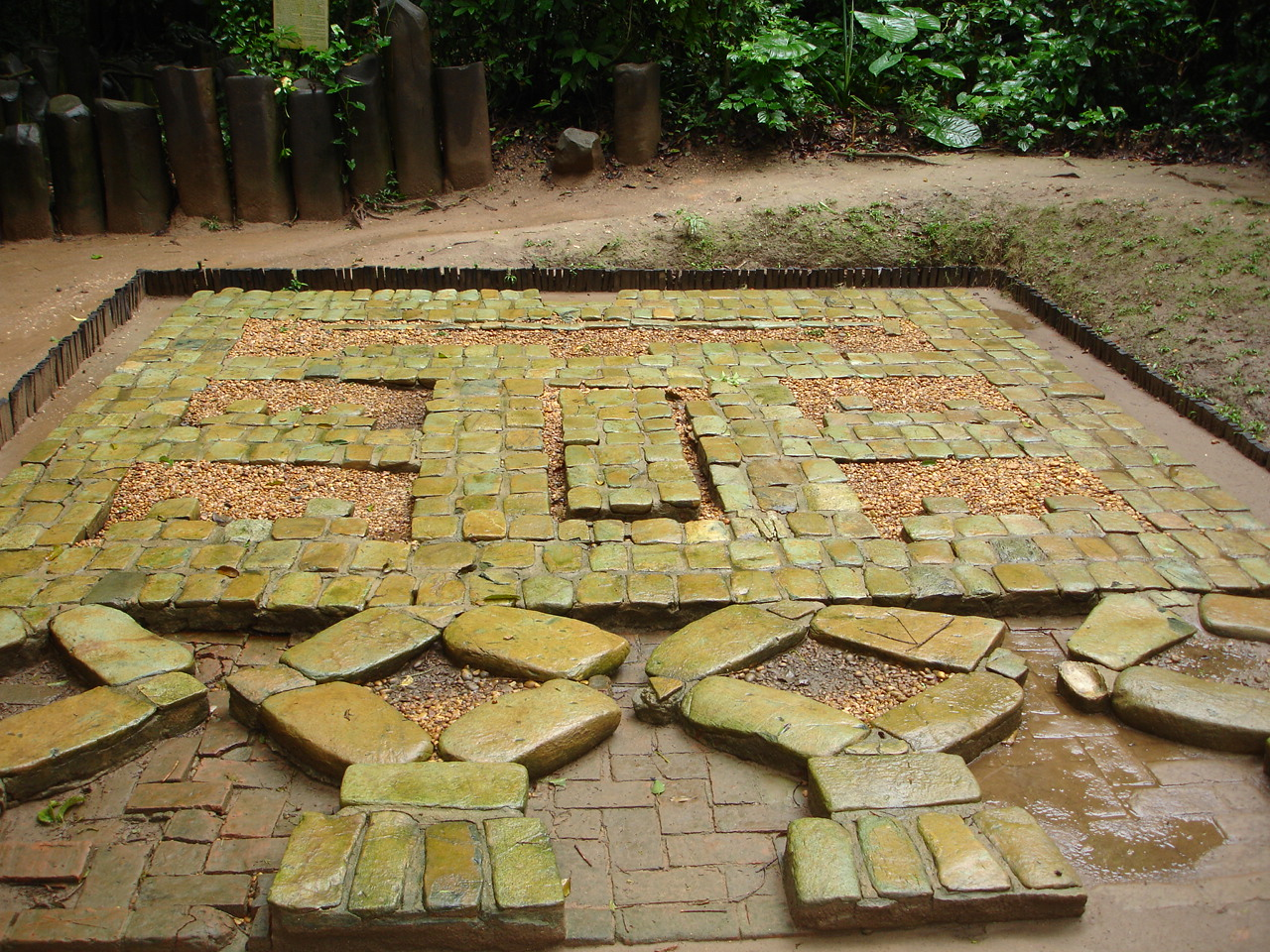
Eines der vergrabenen Mosaike, bestehend aus etwa 500 Serpentinblöcken

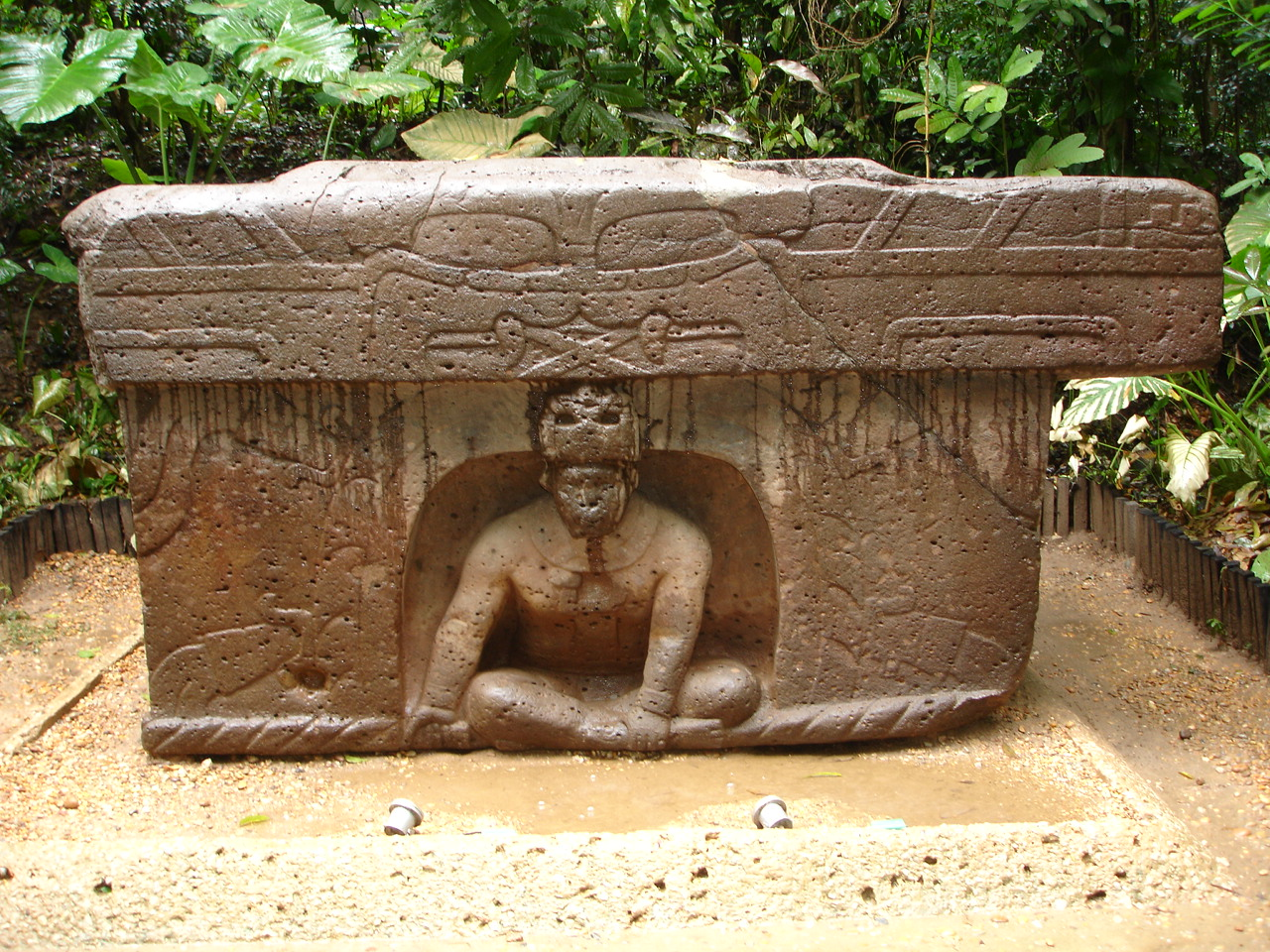
Altar 4

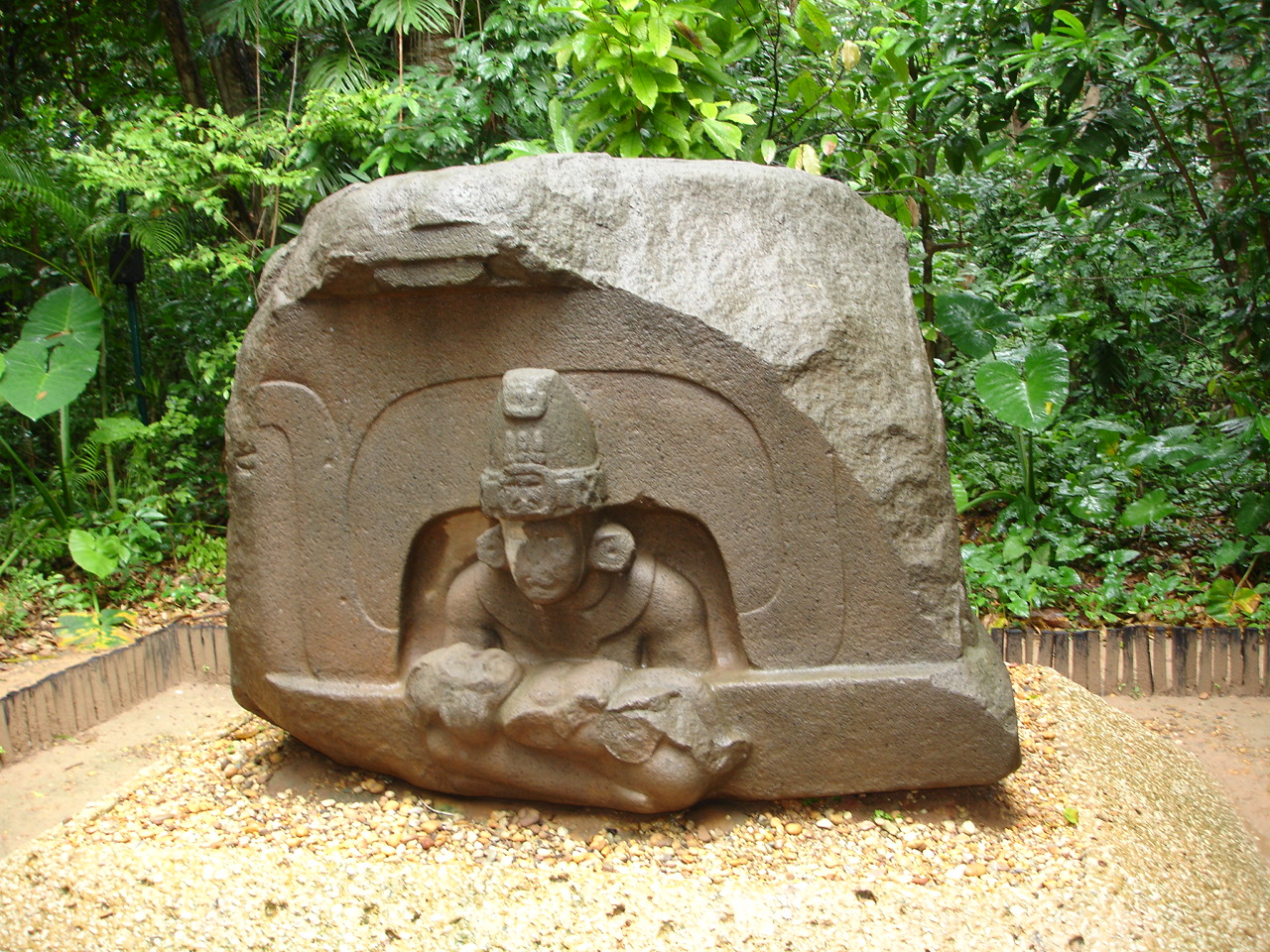
Altar 5

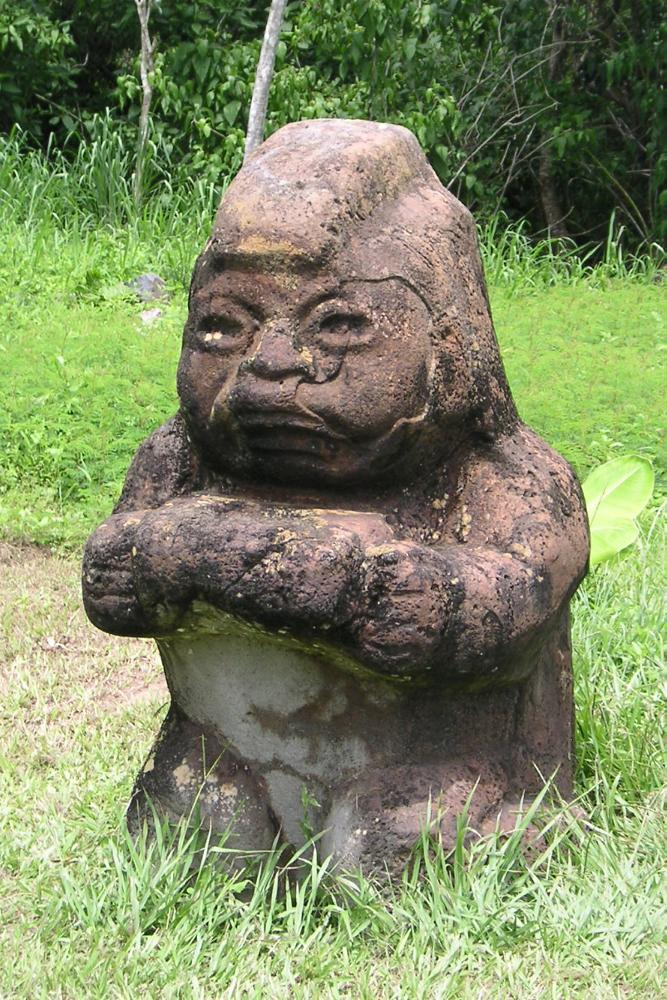
„Die Schwiegermutter“ (Monument 5)
Skulptur aus La Venta

La Venta ist eine archäologische Fundstätte in Mexiko. Es war ein Zeremonialzentrum der Olmeken.

## Ortsbestimmungen

### Historisch
La Venta ist die namensgebende Fundstätte der La-Venta-Kultur, wie die Kultur der Olmeken auch genannt wird. Sie erwuchs aus einer landwirtschaftlich geprägten Kultur, deren Anfänge etwa ab 1500 v. Chr. nachweisbar sind. Obwohl die urbane Olmekenkultur ihren Schwerpunkt zunächst in San Lorenzo Tenochtitlán hatte und Siedlungsschichten in La Venta bereits ab 1200 v. Chr. vorliegen, erreichte La Venta seine eigentliche Bedeutung erst mit dem Niedergang San Lorenzos um 900 v. Chr. Die Blütezeit La Ventas ist mit 800 bis 400 v. Chr. anzusetzen.
Der Fundort ist durch die Anlage einer Erdölraffinerie und eines (inzwischen aufgegebenen) Flugplatzes sowie durch eine Siedlung weitgehend zerstört.

### Geographisch
La Venta liegt auf einer kleinen Erhebung in einer Sumpf- und Flusslandschaft des Tonala im Herzland der Olmekenkultur, die sich auf einem 200 Kilometer langen und 80 Kilometer breiten Streifen entlang der Küste des Golfes von Mexiko im Gebiet der heutigen mexikanischen Bundesstaaten Tabasco und Veracruz erstreckte. La Venta selbst ist etwa 16 Kilometer von der Küste entfernt und kontrollierte vermutlich die Region zwischen Rio Mezcalapa und Rio Coatzacoalcos. Die bebaute Zone umfasst etwa 2 km² und ist entlang einer Linie ausgerichtet, die acht Grad nordwestlich geneigt ist. Unweit liegt San Andres, das vor 2500 Jahren offensichtlich als Wohnsiedlung mit La Venta assoziiert war. Laguna de los Cerros und Tres Zapotes sind weitere wichtige Fundstätten der Region, die die Grundlagen unseres Wissens über die erste heute bekannte, elaborierte Kultur Mesoamerikas lieferten.

## Gliederung
La Venta ist in mehrere Baukomplexe unterteilt. Die wichtigsten davon sind A, B und C. Anders als die späteren Bauwerke der Maya bestand die Architektur La Ventas nicht aus solidem Stein, der in der Gegend kaum vorkommt, sondern aus Erde und Ton. Die Basalt-Steine, die aus der Sierra de los Tuxtlas herbeigebracht wurden, wurden fast ausschließlich für „Altäre“, Stelen und Kolossalstatuen verwendet. So stammen die Basaltsäulen, die den Komplex A umgeben, aus Steinbrüchen bei Punta Roca Partida nahe dem San Andres Tuxtla Vulkan. Typisch für die olmekische Kultur ist auch die Einfärbung des bewohnten Gebiets durch farbige Erdschichten. In La Venta findet man rote, grüne, blaue, weiße, rosa und purpurfarbene.
| Bilder der archäologischen Stätte La Venta |            |         |                          |                                       |                                  |             |
|                                            |            |         |                          |                                       |                                  |             |
| Monumente 2 und 3 im Komplex A             | Monument 4 | Stele 1 | Reproduktion der Stele 5 | Reproduktion einer Stele im Komplex C | Reproduktion des Monuments 25–26 | Monument 13 |

### Komplex A
Im nördlichen Teil der Ausgrabungsstätte liegt Komplex A. Umgeben von Basaltsäulen befinden sich Plätze und Erdaufschüttungen, die eine Menge vergrabener Objekte bargen. Zu nennen sind Votivmasken, Figurinen, Zeremonialäxte und massive Blöcke aus Jadeit und Serpentin. Ebenfalls zu Komplex A gehören drei rechteckige Mosaike aus bis zu 485 Serpentitsteinen. Jedes hat fast 20 Meter Seitenlänge. Die Mosaike wurden als abstrakte Maskendarstellung eines Jaguarmenschen interpretiert, aber auch als olmekischer Drache, als Kosmogramm oder als stilisierte Karte La Ventas. Die Mosaike waren offensichtlich nicht der Betrachtung gewidmet, denn sie wurden kurz nach ihrer Vollendung mit mehreren farbigen Erdschichten abgedeckt. Man fand sie in acht Metern Tiefe. Weiterhin gehören fünf Gräber, die eng in die Gesamtarchitektur integriert sind, zu Komplex A. Dies ließ Diehl vermuten, dass der gesamte Komplex A dem Begräbnis und Gedenken wichtiger Herrscherpersönlichkeiten gedient hat.

### Komplex B
Südlich der großen Pyramide (Komplex C) liegt Komplex B. Er umfasst längliche Erdaufschüttungen und einen Platz von ca. 350 mal 80 Metern. Möglicherweise diente er größeren Versammlungen. Die größte Erdaufschüttung liegt am östlichen Rand des Komplexes. Zu Ehren Matthew Stirlings, eines Archäologen, der in den 1940er-Jahren den Fundort systematisch untersuchte, wird sie Stirling-Akropolis genannt.

### Komplex C

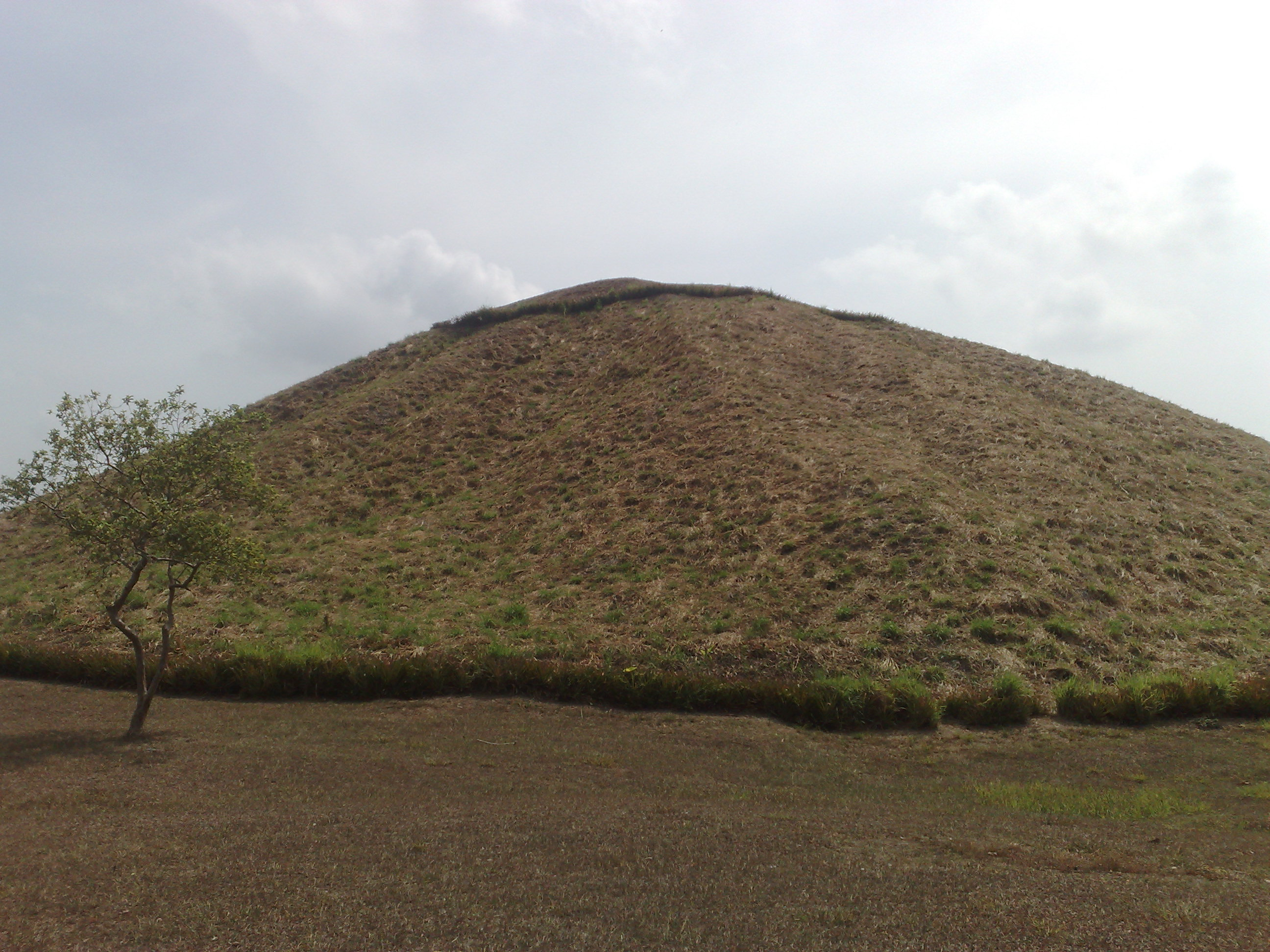
La Venta. Pyramide

Komplex C enthält eine der frühesten bekannten Pyramiden Mittelamerikas. Sie war 33 Meter hoch und beinhaltete ein Volumen von etwa 100.000 Kubikmetern, das mit Erde aufgefüllt war. Die heutige Kegelform der Pyramide ließ zunächst daran denken, dass es sich dabei um eine Darstellung eines Vulkans gehandelt haben könnte, es konnte jedoch gezeigt werden, dass die Pyramide ursprünglich gestufte Seiten aufwies und die jetzige Kegelform eine Folge der Erosion ist. Die Pyramide selbst ist bis heute nicht ausgegraben worden. Magnetographische Untersuchungen haben jedoch an ihrem südlichen Rand einen auffälligen Befund erbracht, der auf weitere Opfergaben oder ein Grab hindeuten könnte.
Die in La Venta gefundenen Artefakte sind heute zum großen Teil im archäologischen Museum von Villahermosa (Parque-Museo La Venta) ausgestellt.

### Bildergalerie des Museums der Stätte von La Venta, Tabasco

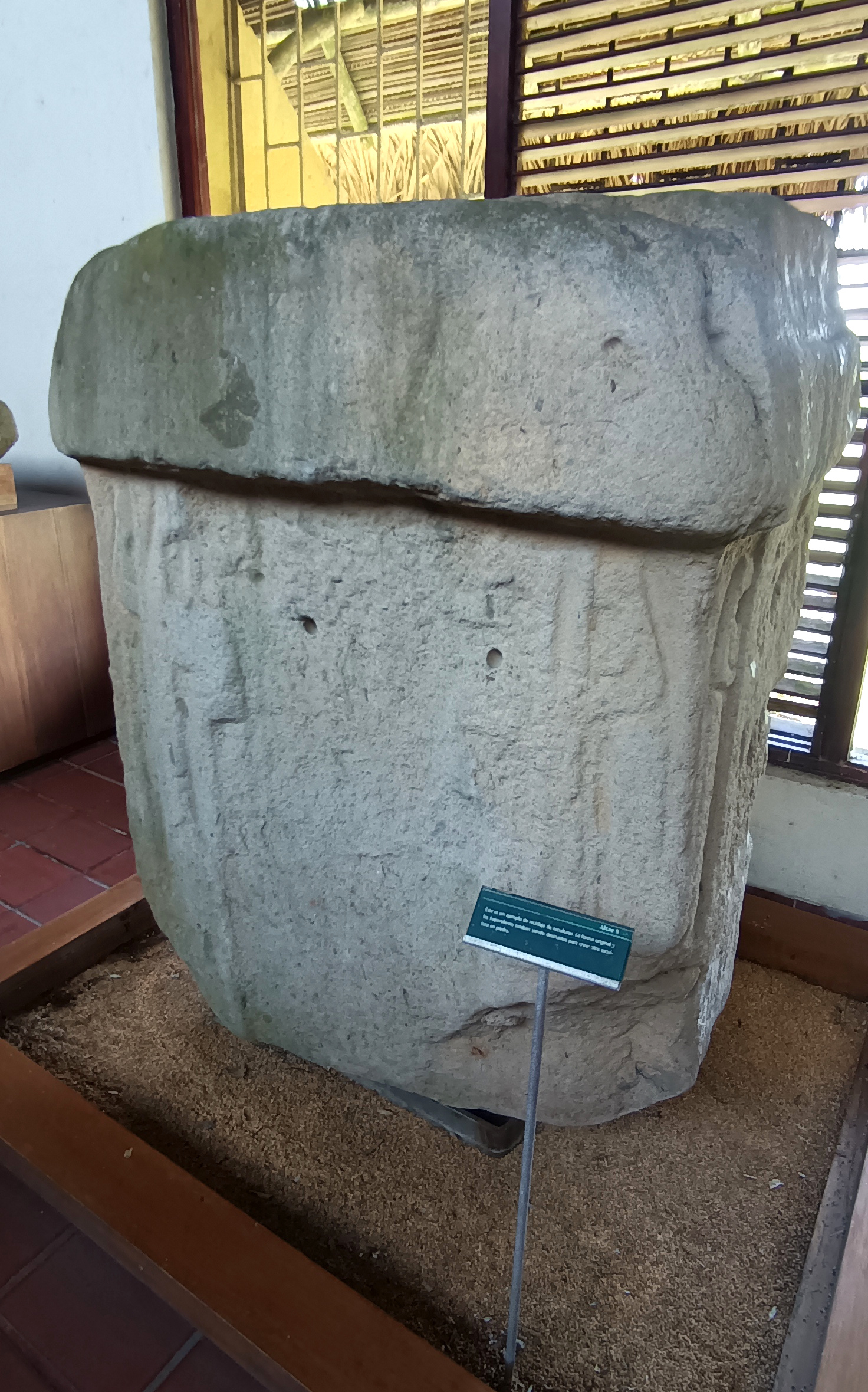
Altar 8
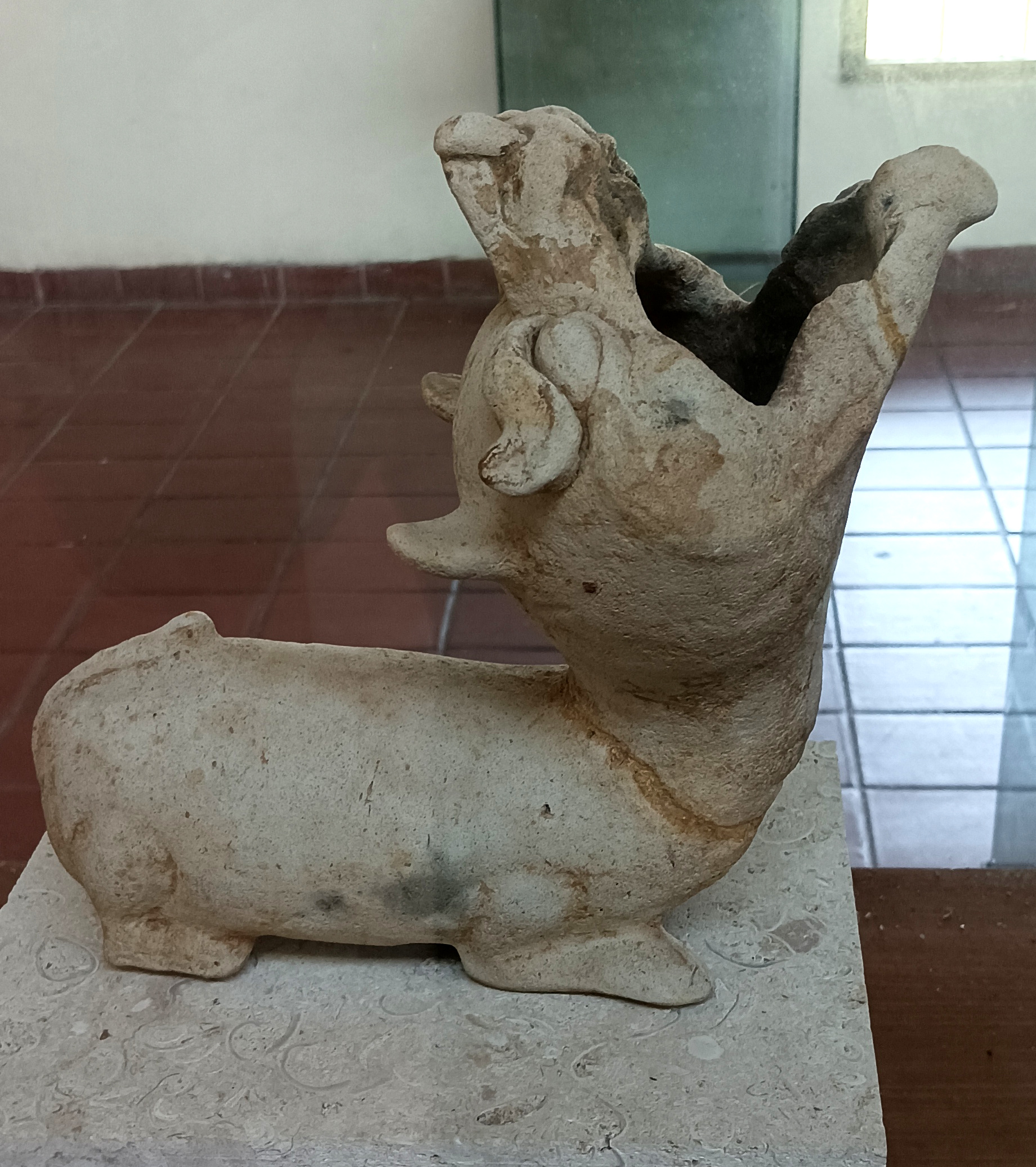
Zoomorphe Olmeken-Figur, wahrscheinlich ein Räuchergefäß
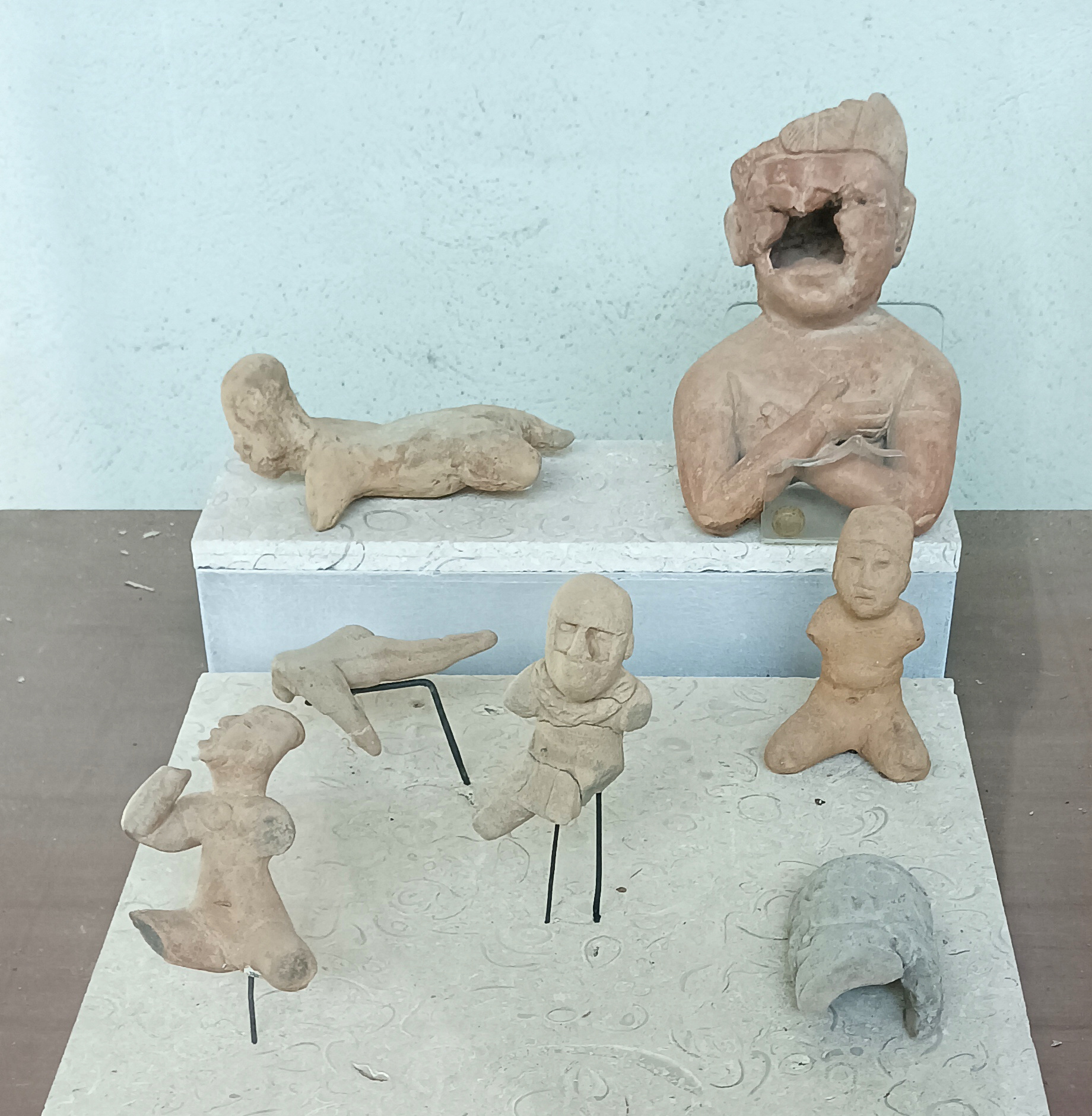
Anthropomorphe Olmeken-Figuren
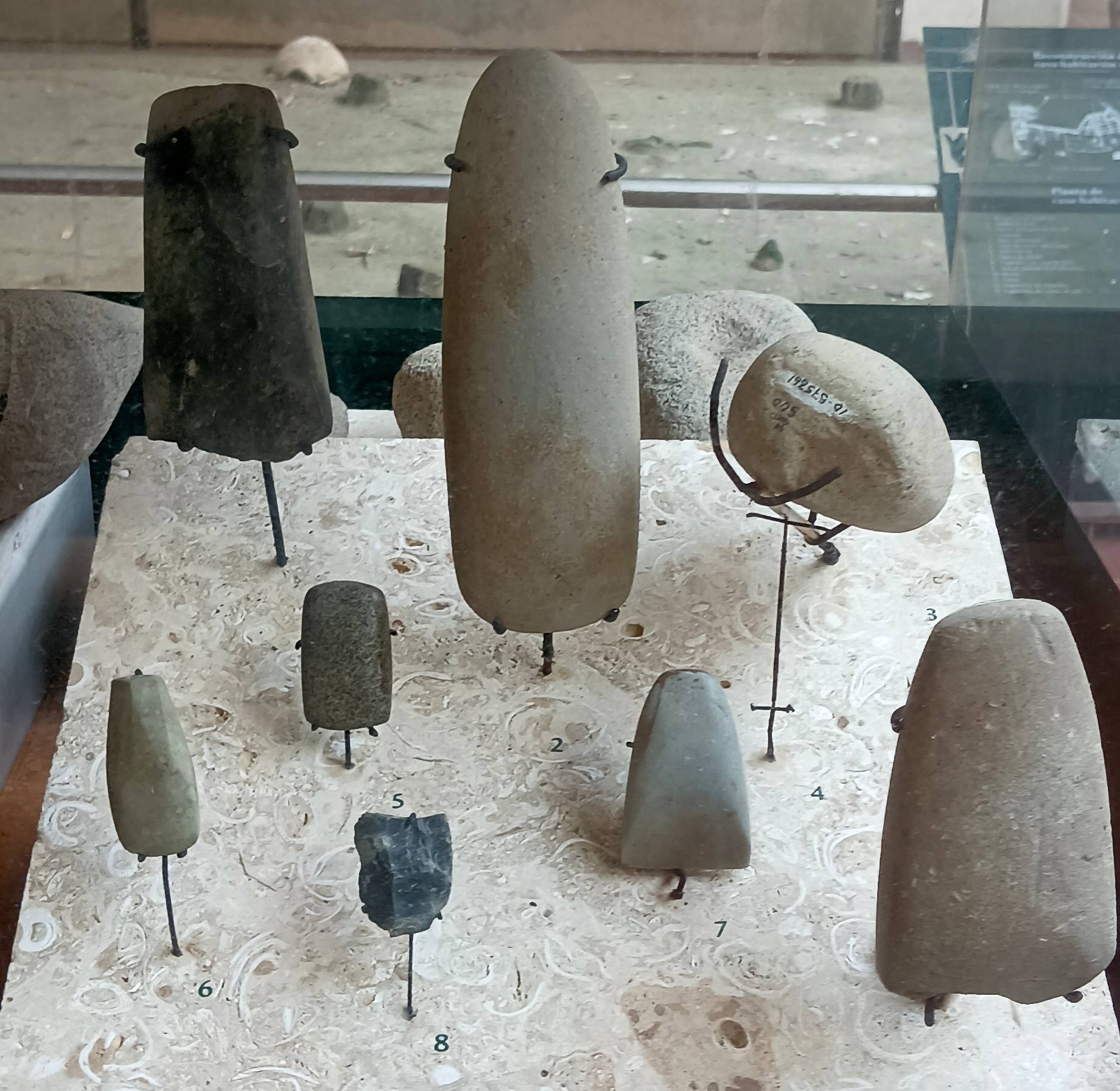
Sammlung von Steinäxten und anderen Schneidwerkzeugen
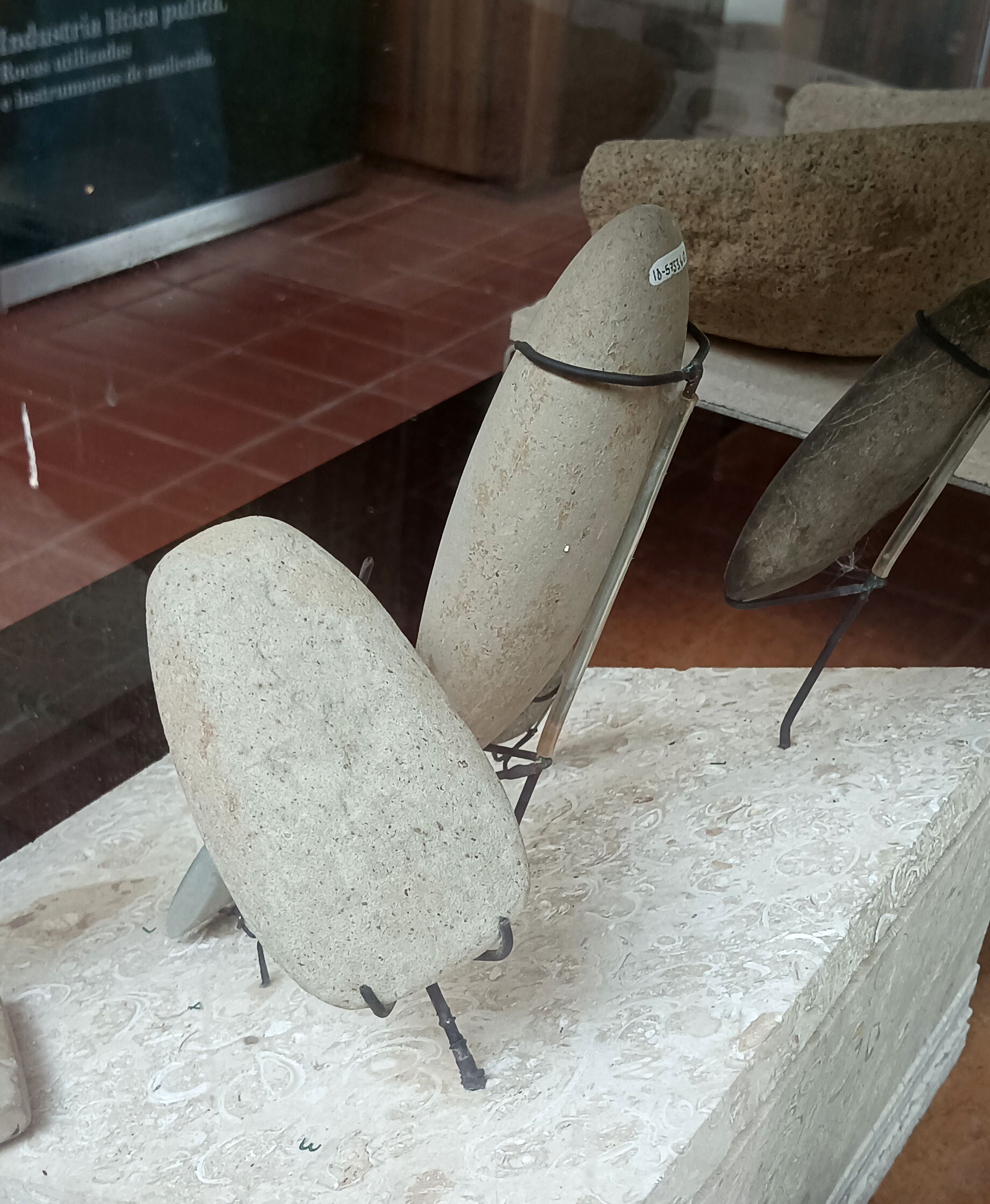
Sammlung von Steinäxten
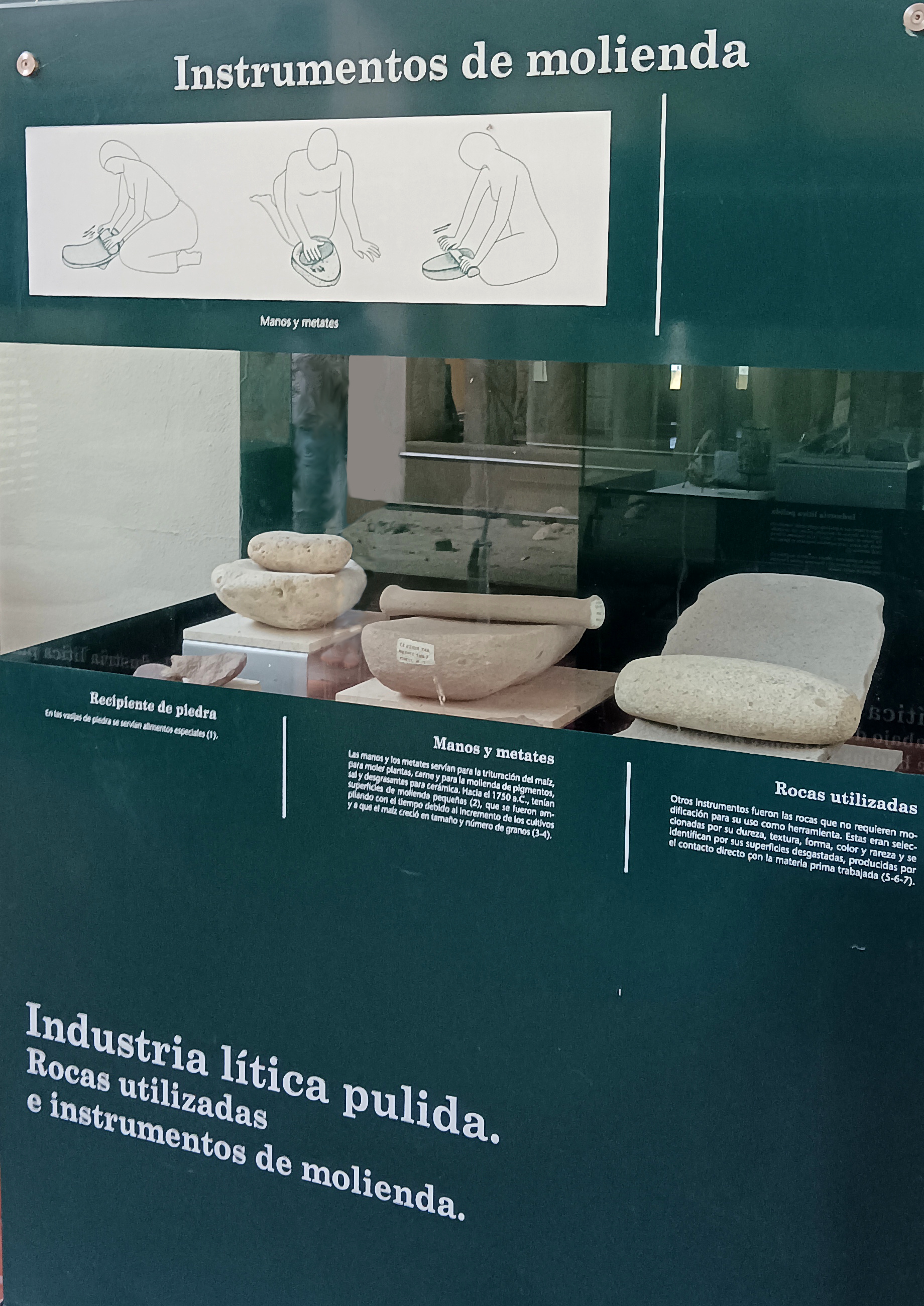
Sammlung von Mahlsteinen (Metates) und Mahlwerkzeugen
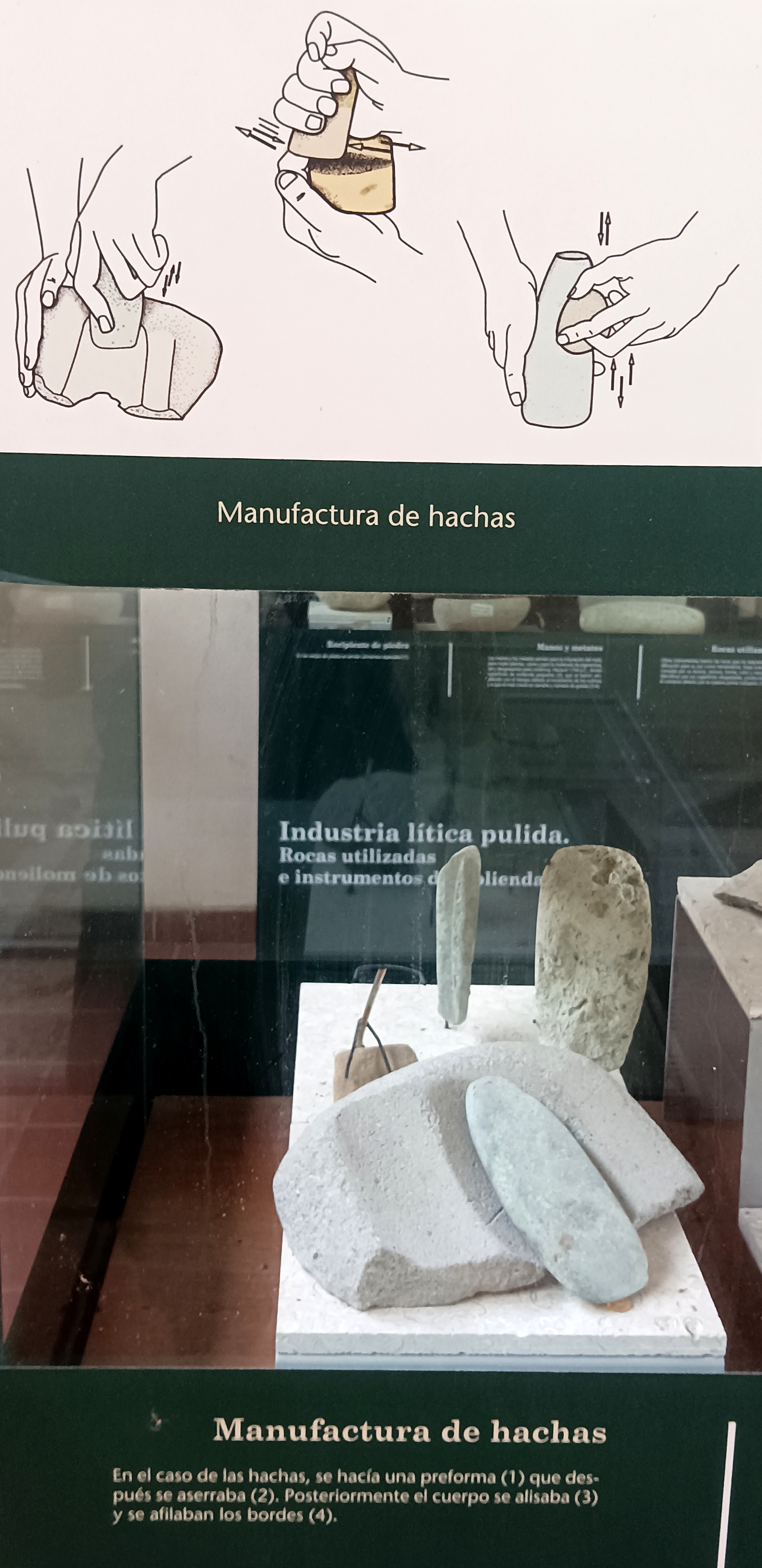
Erklärung zur Herstellung von Steinäxten
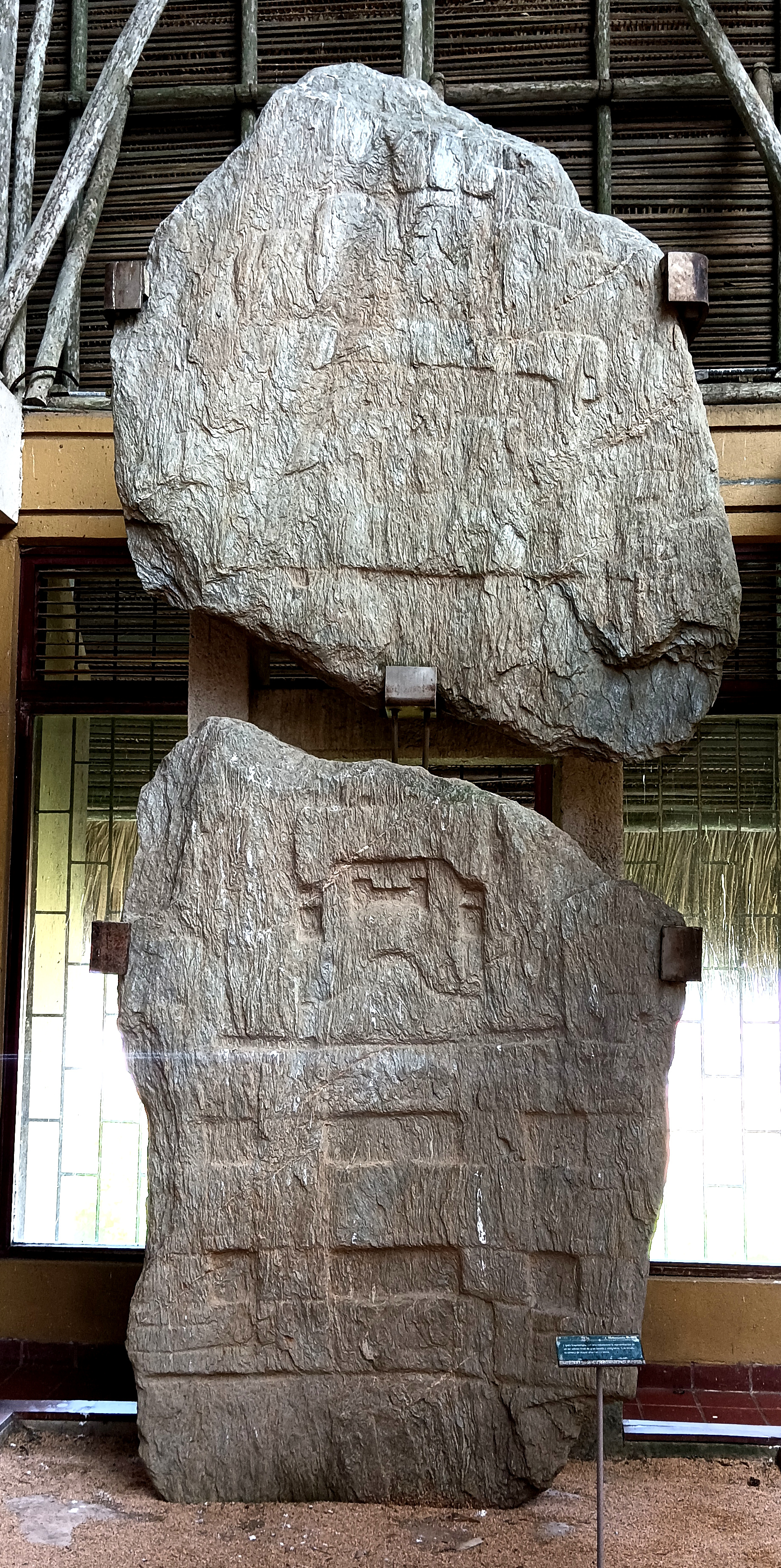
Monument 25–26
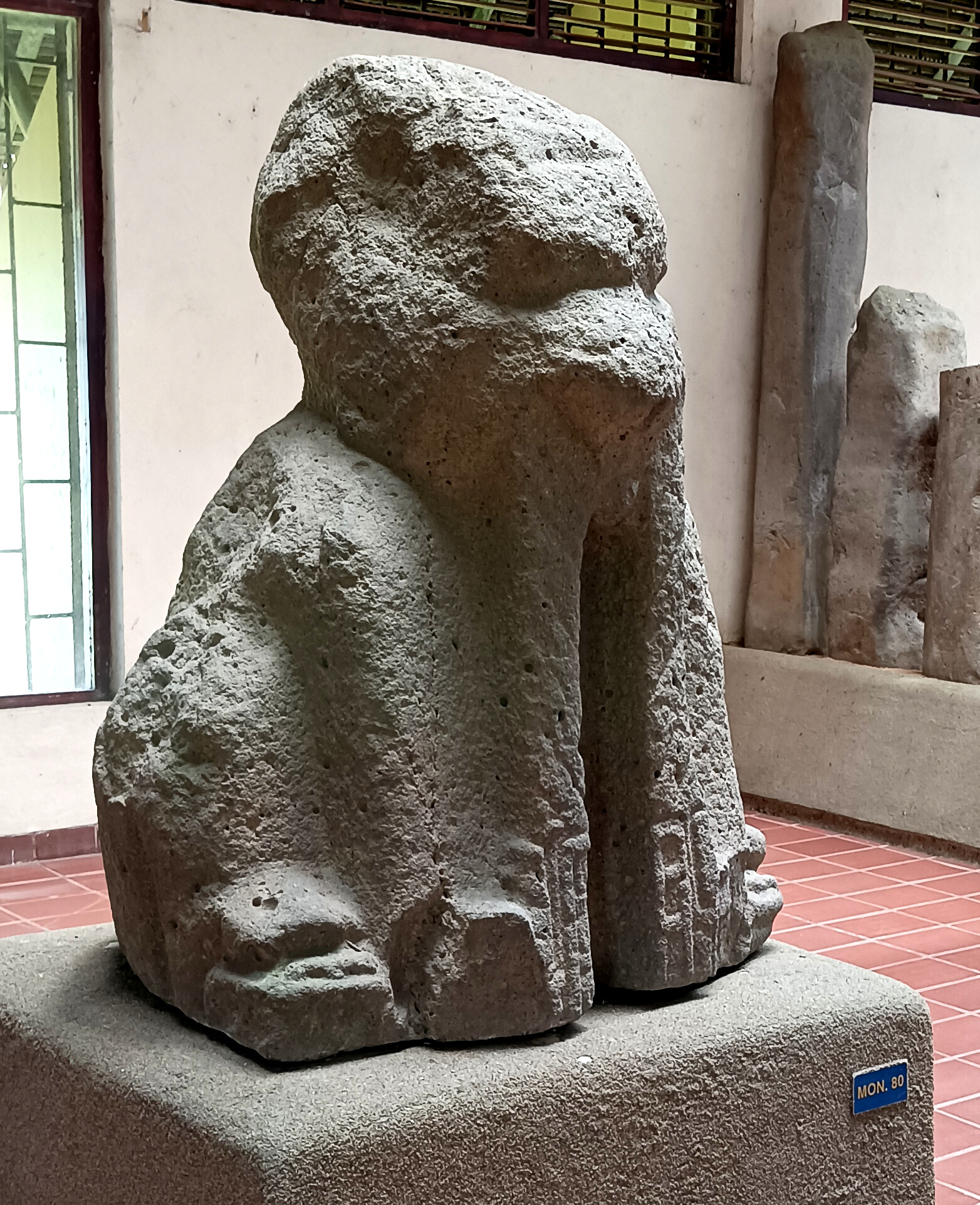
Monument 80
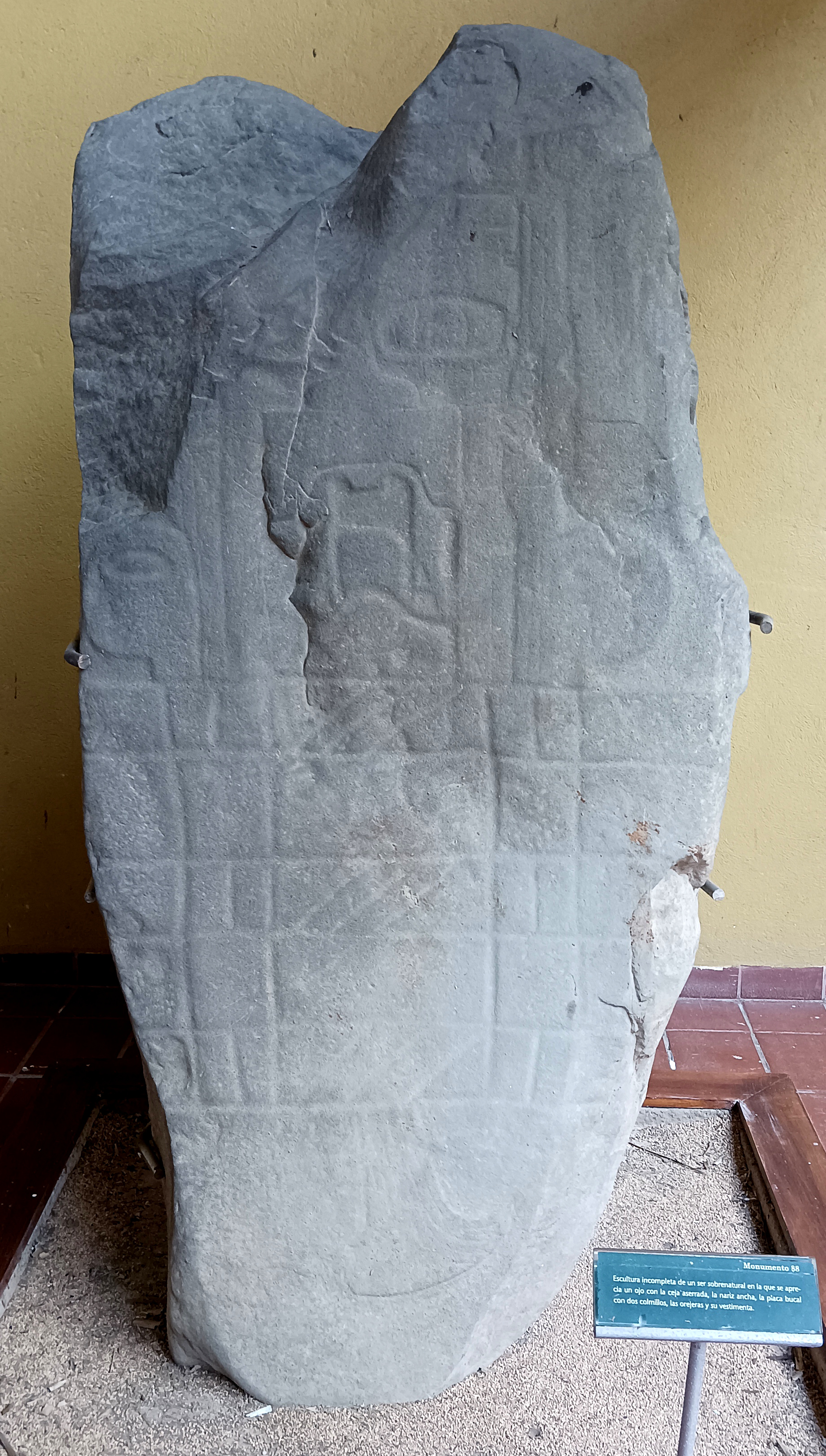
Monument 88
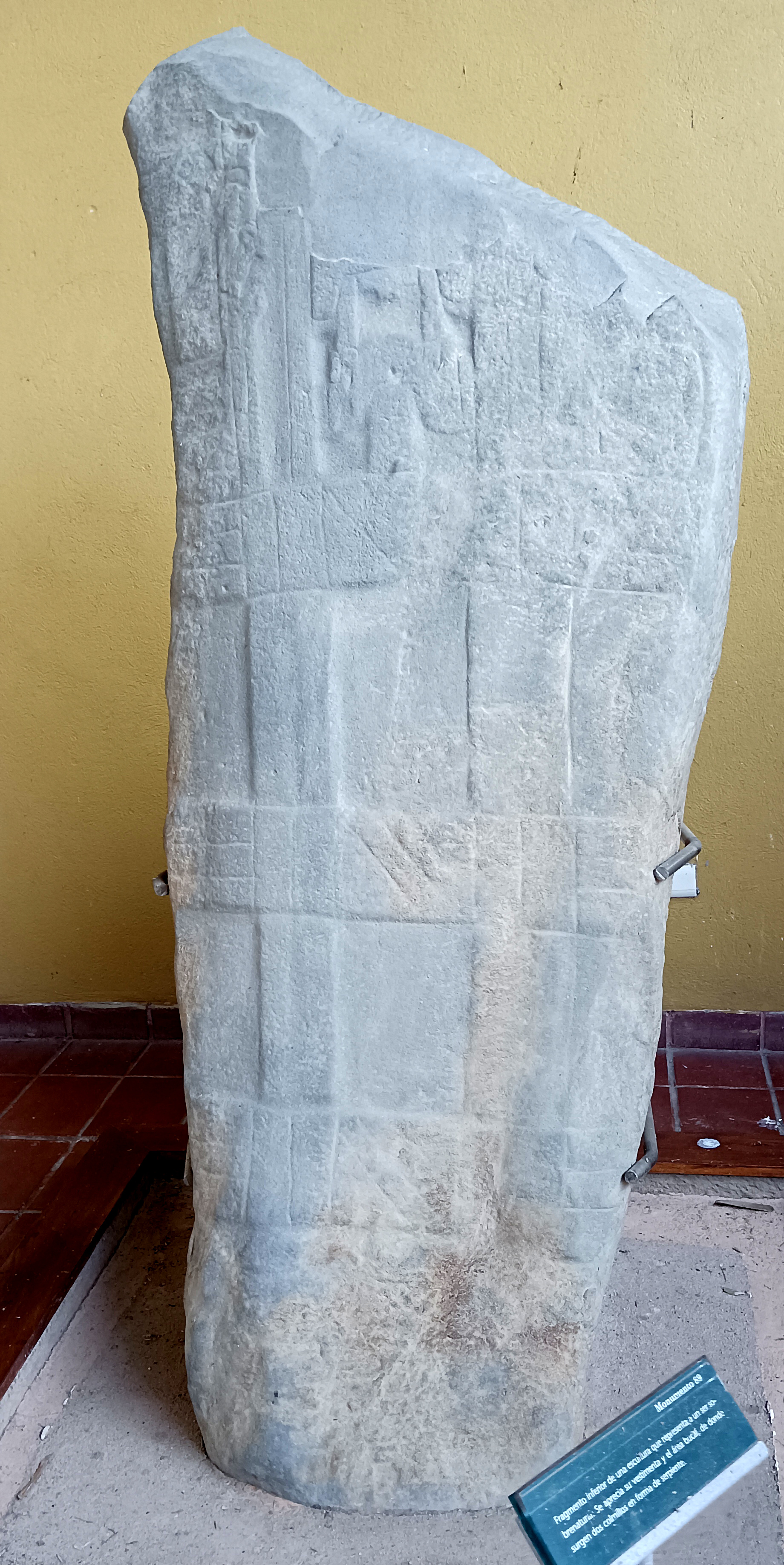
Monument 89
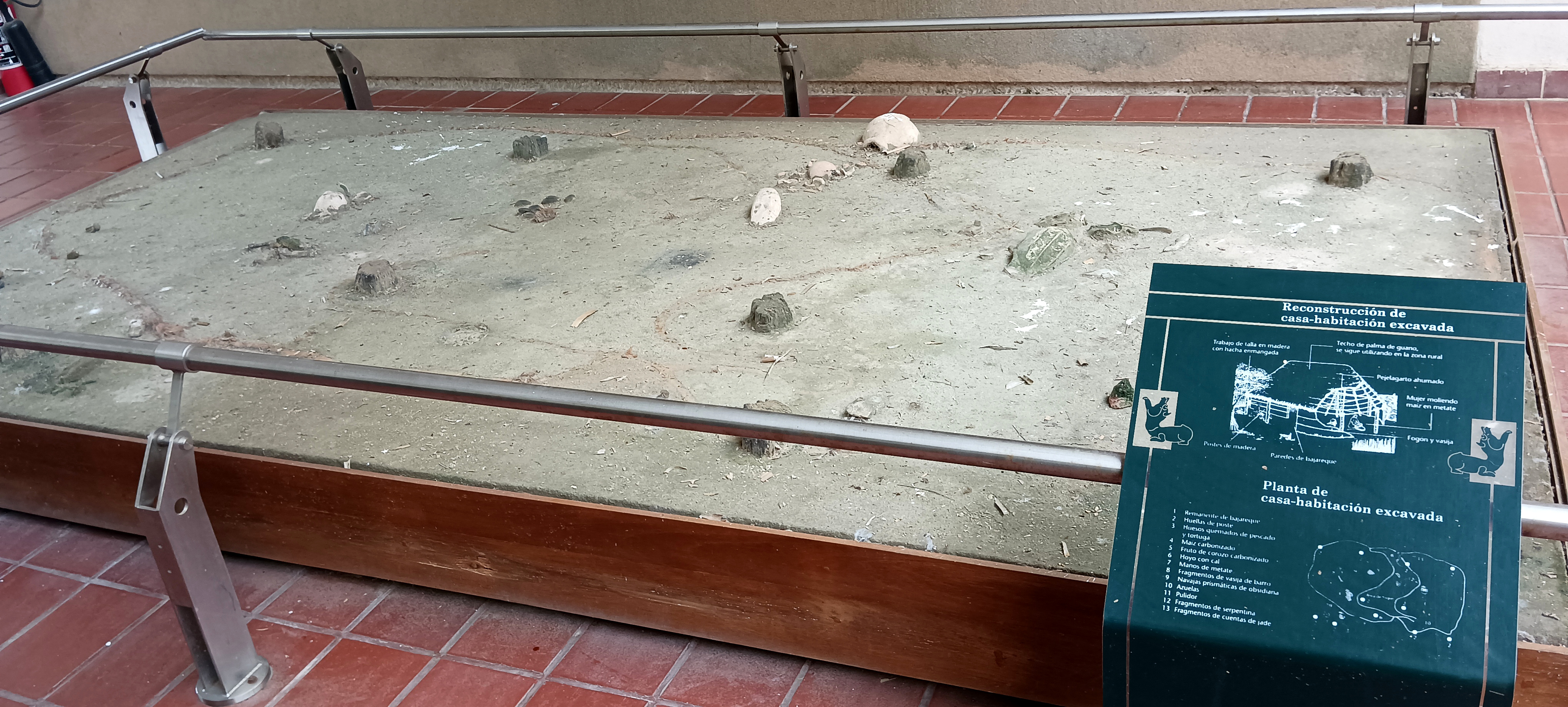
Rekonstruktion des Grundrisses eines Olmeken-Wohnhauses
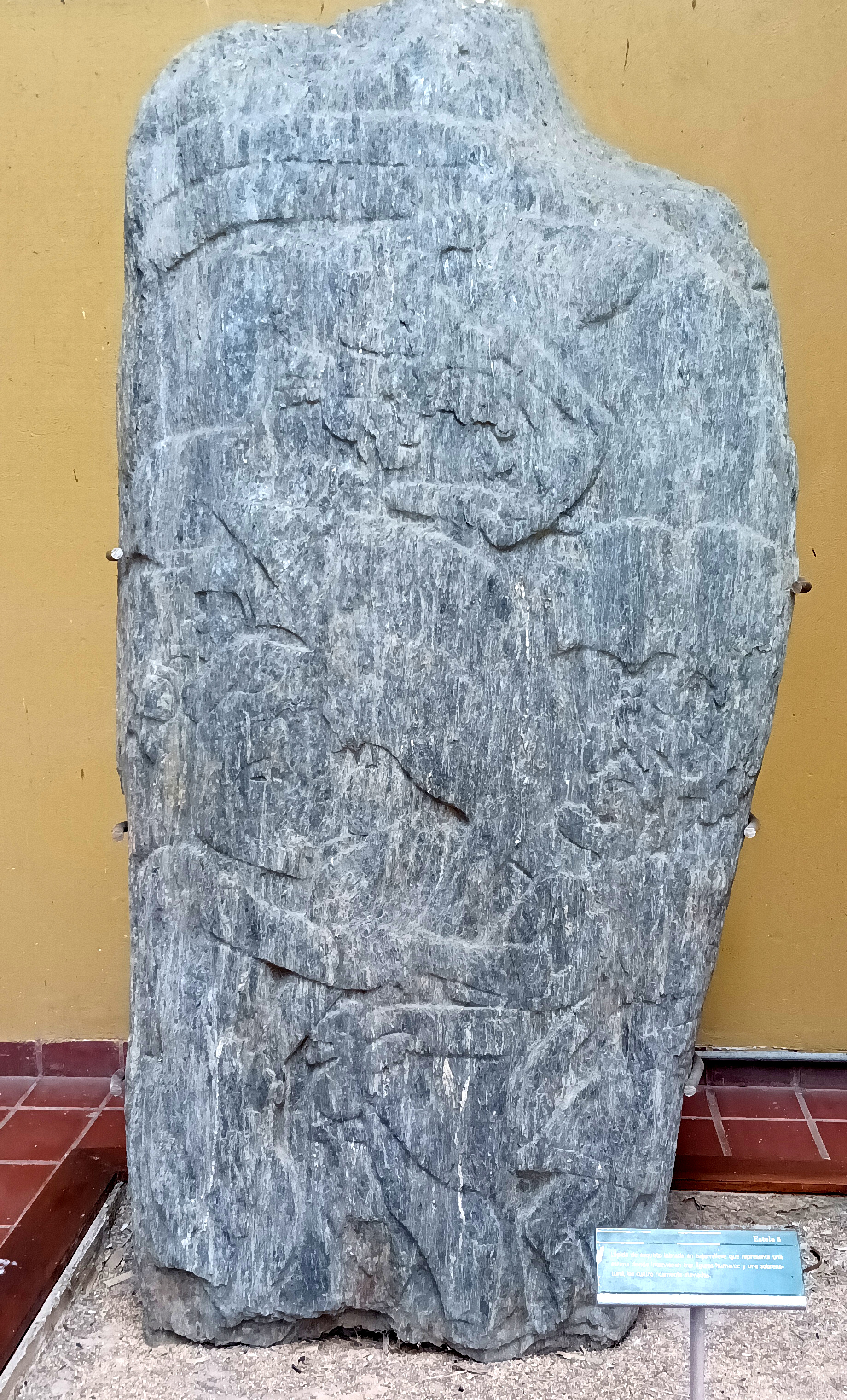
Stele 5, aus Serpentin

## Belege
1. ↑  Diehl: The Olmecs. America's First Civilization. Seite 81
2. ↑  Coe u. a.: Atlas of Ancient America. Seite 95
3. ↑  Bildatlas der Archäologie. Seite 344
4. ↑  Diehl: The Olmecs. America's First Civilization. Seite 73
5. 1 2  Pool: Olmec Archaeology and Early Mesoamerica. Seite 161
6. ↑  Reilly, Seite 125–135
7. ↑  Diehl: The Olmecs. America's First Civilization. Seite 70
8. ↑  Rebecca Gonzales-Lauck, zitiert von Susan Evans: Archaeology of Ancient Mexico and Central America.

Koordinaten: 18° 6′ 19″ N, 94° 1′ 54″ W